# NGC 1906
NGC 1906 is een spiraalvormig sterrenstelsel in het sterrenbeeld Haas. Het hemelobject werd in 1886 ontdekt door de Amerikaanse astronoom Francis Preserved Leavenworth.

## Synoniemen
- MCG -3-14-15
- IRAS05224-1559
- PGC 17243